# تامی جوریچ
تامی جوریچ (هلندی: Tomi Juric؛ زادهٔ ۲۲ ژوئیهٔ ۱۹۹۱) یک بازیکن فوتبال اهل استرالیا است.
وی همچنین در تیم ملی فوتبال استرالیا بازی کرده‌است.